# Kowale (województwo dolnośląskie)
Kowale (niem. Cawallen) – wieś w Polsce położona w województwie dolnośląskim, w powiecie trzebnickim, w gminie Oborniki Śląskie.

## Podział administracyjny
W latach 1954–1961 wieś należała i była siedzibą władz gromady Kowale, po jej zniesieniu w gromadzie Oborniki Śląskie. W latach 1975–1998 miejscowość administracyjnie należała do województwa wrocławskiego.

## Historia
W roku 1351 źródła wymieniają Henka de Cowal (Henryka z Kowali). Pod koniec XIV w. jako właściciel Kowali wspominany jest Jan Kowalowski zwany Stopą. Po jego śmierci majątek przechodzi w posiadania Baltazara Wandrycza (Balthasar Wandrytsch). W XVII wieku właścicielami majątku w Kowalach byli przedstawiciele rodziny von Kalkreuth. Następnie posiadłość należała do Heleny von Abschatz, z domu von Tschammer. W 1663 miejscowość nabył Peter Moritz von Prittwitz z domu Poniatowice (koło Oleśnicy). Jego wnuczka Helene Sophie von Prittwitz wniosła Kowale w wianie małżonkowi z rodziny von Gersdorff. Wioska jednak wkrótce wróciła do rodziny von Prittwitz, bowiem w 1724 Kowale zakupił Caspra Wenzel z linii Gręboszów (pod Namysłowem). W 1761 majątek odkupił od Caspra Wenzla jego kuzyn Caspar Bernhard  von Prittwitz und Gaffron z Siecieborowic koło Oławy (auf Sitzmannsdorf). Caspar Bernhard pozostał właścicielem dóbr do roku 1774, następnie odziedziczył je jego drugi syn Johann Sigismund von Prittwitz. W 1816 Kowale otrzymał w spadku Johann Christian Heinrich Ferdinand von Prittwitz, najstarszy syn Johanna Sigismunda. W 1861 Johann Christian (zm. 1864) przekazał zarząd nad posiadłością swojemu najstarszemu synowi Wilhelmowi Ferdinandowi von Prittwitz und Gaffron. Wilhelm Ferdinand pełniący między innymi funkcję królewskiego szambelana i starszego ziemskiego pozostał właścicielem dóbr co najmniej do roku 1886. Przed 1894 majątek otrzymał w spadku Ferdinand von Prittwitz und Gaffron. W 1937 właścicielem posiadłości był Joachim von Prittwitz.
Istniejący do dziś pałac w Kowalach wybudował w latach 1829–1830 Johann Christian Heinrich Ferdinand von Prittwitz. W sąsiedztwie swej siedziby założył on również ogród. W rękach rodziny von Prittwitz majątek pozostał do końca drugiej wojny światowej. Następnie posiadłość przejęło państwo polskie. Folwarkiem zarządzało Gospodarstwo Rolne Skarbu Państwa. W pałacu urządzono biura i mieszkania. W latach sześćdziesiątych XX wieku przeprowadzono remont budynku, w wyniku którego utracił on cechy stylowe. Kolejnym właścicielem dawnej rezydencji była Agencja Własności Rolnej Skarbu Państwa.
Obecnie pałac w dalszym ciągu pełni funkcje mieszkalne i można go zobaczyć tylko z zewnątrz. Budynek murowany z cegły, potynkowany, założony na planie prostokąta, podpiwniczony, dwukondygnacyjny, nakryty dachem czterospadowym. Elewacje pozbawione ozdobnych detali, fasada siedmioosiowa, z centralnym głównym wejściem. Elewacja tylna również siedmioosiowa, elewacje boczne trzyosiowe. Do pałacu przylegają pozostałości zaniedbanego parku. Nieco poniżej wokół prostokątnego dziedzińca rozłożone są zabudowania gospodarcze dawnego folwarku. Poza budynkami gospodarczymi zachowała się również parterowa rządcówka.

## Zabytki w Kowalach
Do wojewódzkiego rejestru zabytków wpisany jest park (29.05.1978 r., nr rej.: 414/W). 
Inne zabytki:
Zespół pałacowy został odnotowany w ewidencji zabytków: pałac (nr 14), rządcówka (nr 12), oficyna mieszkalno-gospodarcza (nr 10), oficyna mieszkalno-gospodarcza (nr 11), dwie obory, dwie stodoły, budynek mieszkalny, budynek gospodarczy, waga (obecnie remiza strażacka). Kaplica pw. św. Anny